# Dziewczyna z owocami na tacy
Dziewczyna z owocami na tacy – obraz namalowany w latach 1555–1558 przez włoskiego malarza renesansowego, Tycjana. Dzieło obecnie znajduje się w zbiorach muzeum Gemäldegalerie w Berlinie.
W latach pięćdziesiątych XVI wieku, Tycjan wielokrotnie sięgał po portret kobiety utrwaloną czy to w scenach mitologicznych czy w przybranych pozach, gloryfikując jej piękno. Na płótnie, malarz ukazał kobietę unoszącą tacę z owocami. Dziewczyna jest prawdopodobnie córką malarza Lawinią. Przez wiele lat tytuł dzieła brzmiał Lawinia. Twarz dziewczyny jest rozjaśniona klejnotami a jej wizerunek uzupełnia kosztowna barokowa suknia. Obraz utrzymany jest w złocisto-świetlistym, brązowawym tonie a jasna karnacja kontrastuje z purpurową kotarą. 